# آبشار ترا
آبشار ترا (تمیره) در ییلاق امیری، در بخش لاریجان شهرستان آمل در استان مازندران ایران واقع است.
آبشار روستای ترا در انتهای دره سمت چپ در دامنه قله‌ای مخروطی و بلند قرار گرفته و شامل ۲ آبشار می‌باشد. نزدیکترین آبادی، روستا ترا می‌باشد که جاده آن تنگ و با شیب زیاد می‌باشد. مسیر از روستا تا پای آبشار صعب العبور ولی بسیار زیبا می‌باشد. ارتفاع آبشار حدود ۲۵ متر و آبشار بالا دست آن داخل کوه با فضایی غار مانند و با دسترسی سخت‌تر می‌باشد.
این آبشار در ضلع شمال شرقی دره امیری و از آخرین صخره‌های غربی قله جن کر به پایین می‌ریزد. درختانی چون گیلاس، گلابی، آلبالو، سیب، هلو، زردآلو و گردو در اطراف این دره زیبا پراکنده هستند. باغ‌های این منطقه از دیرباز توسط رودخانه امیری و به‌طور سنتی آبیاری می‌شود. قله‌های زیره ور، دین ریز، چمن خو و کهوتو در این منطقه میعادگاه کوهنوردان عاشق است.